# Perl::Critic
Perl::Critic은 펄 프로그래밍 언어를 위한 정적 코드 분석 시스템이다. Perl::Critic은 CPAN을 통해 소스 코드 배포판으로서 사용 가능하다. 명령줄 도구 perlcritic이 함께 포함되어 있으며 이것을 통해 펄 소스 코드 파일들을 검사하고 코드 품질을 보고할 수 있다. Perl::Critic은 확장 아키텍처를 갖추고 있으므로 프로그래머가 각기 다른 펄 프로그래밍 스타일을 강제하는 수많은 정책들을 선택할 수 있다. 기본 정책은 대체로 데이미언 콘웨이의 Best Perl Practices라는 책의 권고안에 기반을 두고 있다.